# NGC 2355
NGC 2355 je otvoreni skup u zviježđu Blizancima. 

## Vanjske poveznice
- SEDS: NGC 2355